# Chuej Liang-jü
Chuej Liang-jü (čínsky pchin-jinem Huí Liángyù, znaky 回良玉; * 29. října 1944) je bývalý čínský komunistický politik, původně úředník na místní a regionální úrovně věnující se problematice zemědělství a rozvoje venkova začátkem 90. let postoupil do vyšších funkcí, když zaujal pozice guvernéra An-chueje (1994–1998), tajemníka anchuejského provinčního výboru KS Číny (1998–1999), , tajemníka ťiangsuského provinčního výboru KS Číny (2000–2002), člena politbyra ÚV KS Číny (2002–2012) a místopředsedy státní rady (vlády) pro zemědělství a venkov (2003–2013).

## Život
Chuej Liang-jü se narodil 29. října 1944 v okresu Jü-šu v provincii Ťi-lin, je příslušníkem národnostní menšiny Chuejů. V letech 1961–1964 se učil na zemědělském učilišti, poté byl přidělen k práci na zemědělském úřadu okresu Jü-šu. Během kulturní revoluce, v letech 1968–1969, byl poslán na práci do školy kádrů 7. května. Po roce 1969 opět pracoval v administrativě okresu Jü-šu. V roce 1977 povýšil na náměstka ministra zemědělství provincie Ťi-lin. Později zaujímal pozice zástupce tajemníka prefekturního výboru KS Číny v Paj-čchengu, ředitele úřadu pro výzkum politiky na venkově ťilinského provinčního výboru strany, vedoucího oddělení zemědělství a práce provinčního výboru strany. Roku 1987 byl jmenován zástupcem guvernéra Ťi-linu (do 1990).
Roku 1990 byl přeložen do Pekingu na místo zástupce vedoucího Politického výzkumného úřadu při ÚV KS Číny (pro otázky zemědělství a venkova). Roku 1992 byl opět přeložen, tentokrát do provincie Chu-pej, na místo zástupce tajemníka provinčního výboru KS Číny (1992–1994) a předsedy chupejského provinčního výboru Čínského lidového politického poradního shromáždění (1993–1995). Na XIV. sjezdu KS Číny v říjnu 1992 byl zvolen kandidátem ústředního výboru.
V prosinci 1994 převzal úřad guvernéra provincie An-chuej (do října 1998). Na XV. sjezdu KS Číny v září 1997 postoupil mezi členy ústředního výboru (znovuzvolen 2002 a 2007). V srpnu 1998 povýšil na tajemníka anchuejského provinčního výboru KS Číny (do prosince 1999). V lednu 2000 převzal stejnou funkci v provincii Ťiang-su (do prosince 2002).
Na XVI. sjezdu KS Číny v listopadu 2002 byl zvolen členem politbyra. V březnu 2003 pak vstoupil do vlády jako její místopředseda. Jako místopředseda vlády (resp. státní rady) odpovídal za zemědělství a politiku na venkově. Na XVII. sjezdu KS Číny v říjnu 2007 byl potvrzen v politbyru a následně v březnu 2008 opět jmenován místopředsedou vlády.
Na XVIII. sjezdu KS Číny v listopadu 2012 odešel ze stranických funkcí a v březnu 2013 s uplynutím funkčního období skončil i ve vládě a odešel do penze.